# Omar Hejira
Omar Hejira est un homme politique marocain né à Oujda en 1967. Il est membre du comité central du parti politique marocain Istiqlal (indépendance), membre du conseil national et secrétaire de la section du parti de l’Istiqlal à Oujda. Le 7 septembre 2007, il a été élu parmi les 4 parlementaires de la circonscription Oujda Angad. Il a été élu conseiller lors des élections communales de 2009. Il a été maire de la ville de 2009 à 2021. Il a éte élu Vice-Président du Conseil de la Région de l'Oriental lors des élections régionales du 8 septembre 2021.  

## Biographie

### Origines et études
Il est le fils de Abderrahman Hjira parlementaire dans son vivant et ancien maire de la ville d'Oujda. Il est le frère de Ahmed Toufiq Hjira, ministre chargé de l'Habitat et de l'urbanisme dans les Gouvernements Jettou I , Jettou II et Abbas El Fassi (ainsi que l'aménagement du territoire).
Il fait ses études de Pharmacie à Medical University of Silesia à Katowice en Pologne

### Député de Oujda
Il se porte d'abord candidat lors des Élections parlementaires de 2002 au Maroc où il connait un échec avant de se représenter aux Élections parlementaires de 2007 au Maroc où il a été élu à la députation.

### Maire de Oujda

#### Incident de 2009
Le scrutin du 12 juin 2009 conduit 4 formations politiques au Conseil de la Ville : le PJD (21 sièges), le MP (14 sièges), l’Istiqlal (13 sièges)
et le PAM (16 sièges). Un accord initial entre le PJD et le MP prévoyait une coalition pour gouverner la ville, et barrer la route au maire sortant, M. Haddouch (PAM), qui a le soutien de Omarr Hjira (Istiqlal), frère de Taoufiq Hjira, ministre de l’Habitat. Le jour de l’élection du Conseil, le pacha d’Oujda, lève la séance faute de quorum.
Omar Hjira est finalement élu maire de la ville avec 36 voix sur 65 contre 28 pour son adversaire du PJD.
La séance de vote, tenue à huis clos, dure plus de 8 heures et est interdite à la presse et aux leaders du PJD. Par ailleurs, le conseiller municipal Noureddine Boubker (PJD) est victime d'un traumatisme crânien à la suite d'une interaction avec les services de l'ordre qui ont bouclé toutes les voies menant à la municipalité.

#### Incident de 2015
Lors des élections municipales de 2015, Omar Hjira remporte seulement 7 voix contre 28 voix pour le PJD et 30 voix pour le PAM .
Les élus du PAM et de l'Istiqlal refusent de se présenter pour élire le président de la commune .